# Kestřany
Kestřany település Csehországban, Píseki járásban. Kestřany Dobev, Putim, Ražice, Písek, Čejetice és Štěkeň településekkel határos. Lakosainak száma 731 fő (2024. január 1.).

## Népesség
A település lakosságának változását az alábbi diagram mutatja:
| Lakosok száma | 961  | 1012 | 957  | 722  | 600  | 641  | 678  | 703  | 717  | 731  |
|               | 1869 | 1890 | 1921 | 1950 | 1980 | 2001 | 2017 | 2019 | 2022 | 2024 |